# 那慕爾湖第174B號原住民保留地
那慕爾湖第174B號原住民保留地（Namur Lake 174B），或簡稱為那慕爾湖 174B，是一個位於加拿大亞伯達省伍德布法羅地區自治市，麥凱堡族的加拿大原住民保留區，屬於第八號編序條約地。

## 資料來源
1. ↑  . Crown–Indigenous Relations and Northern Affairs Canada. Government of Canada.   [August 12, 2019].
2. ↑  Government of Alberta.  (地图). AltaLIS. May 25, 2019.